# فطيرة التمر
فطيرة التمر: ويتم تحضيرها من التمر الذي يهرس باليد بعد أن يتم نقعه بالماء حتى يذوب ويتلاشى تماماً ويصبح السائل كثيفاً ومركزاً ومن ثم تحضر قطع الخبز الفطير غير المخمر وتلقى في هذا السائل وتفرك باليد حتى يتشرب الخبز معظم السائل ثم يغمر هذا الطبق بزيت الزيتون النقي. ويطبق نفس الطريقة لفطيرة الزبيب.
هنالك أيضا طريقة أخرى لعمل الفطيرة بطريقة أسهل وللذين يحبون طعم الفانيلا